# Oberea euphorbiae
Oberea euphorbiae es una especie de escarabajo longicornio del género Oberea, subfamilia Lamiinae. Fue descrita científicamente por Germar en 1813.
Se distribuye por Moldavia, Croacia, Chequia, Bulgaria, Ucrania, Kazajistán, Bosnia y Herzegovina, Eslovaquia, Rusia europea, Yugoslavia, Suiza, Rumania, Polonia, Grecia, Austria y Hungría. Mide 11-19 milímetros de longitud. El período de vuelo de esta especie ocurre en los meses de mayo, junio y julio.
Parte de la dieta de Oberea euphorbiae se compone de plantas de la familia Euphorbiaceae.

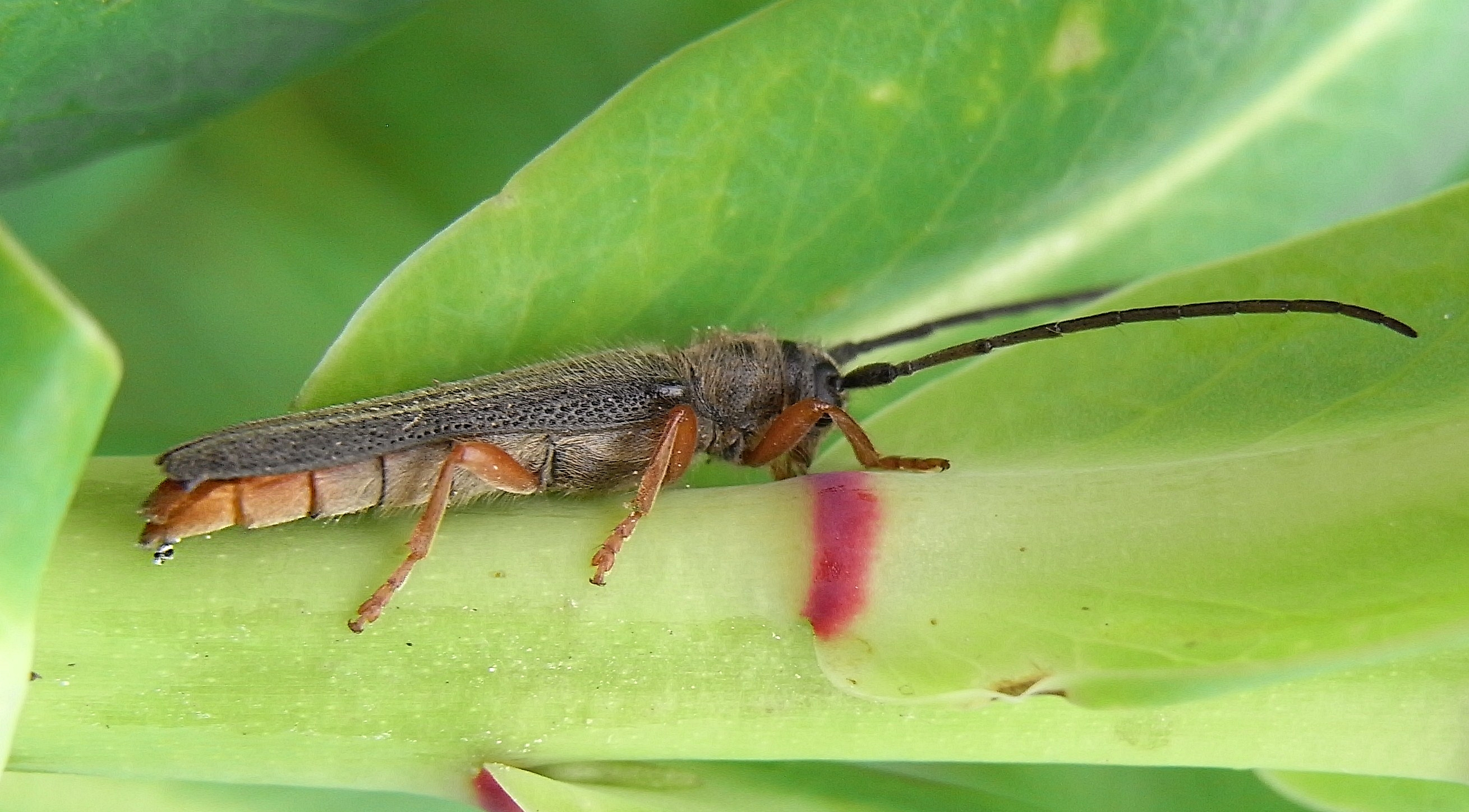
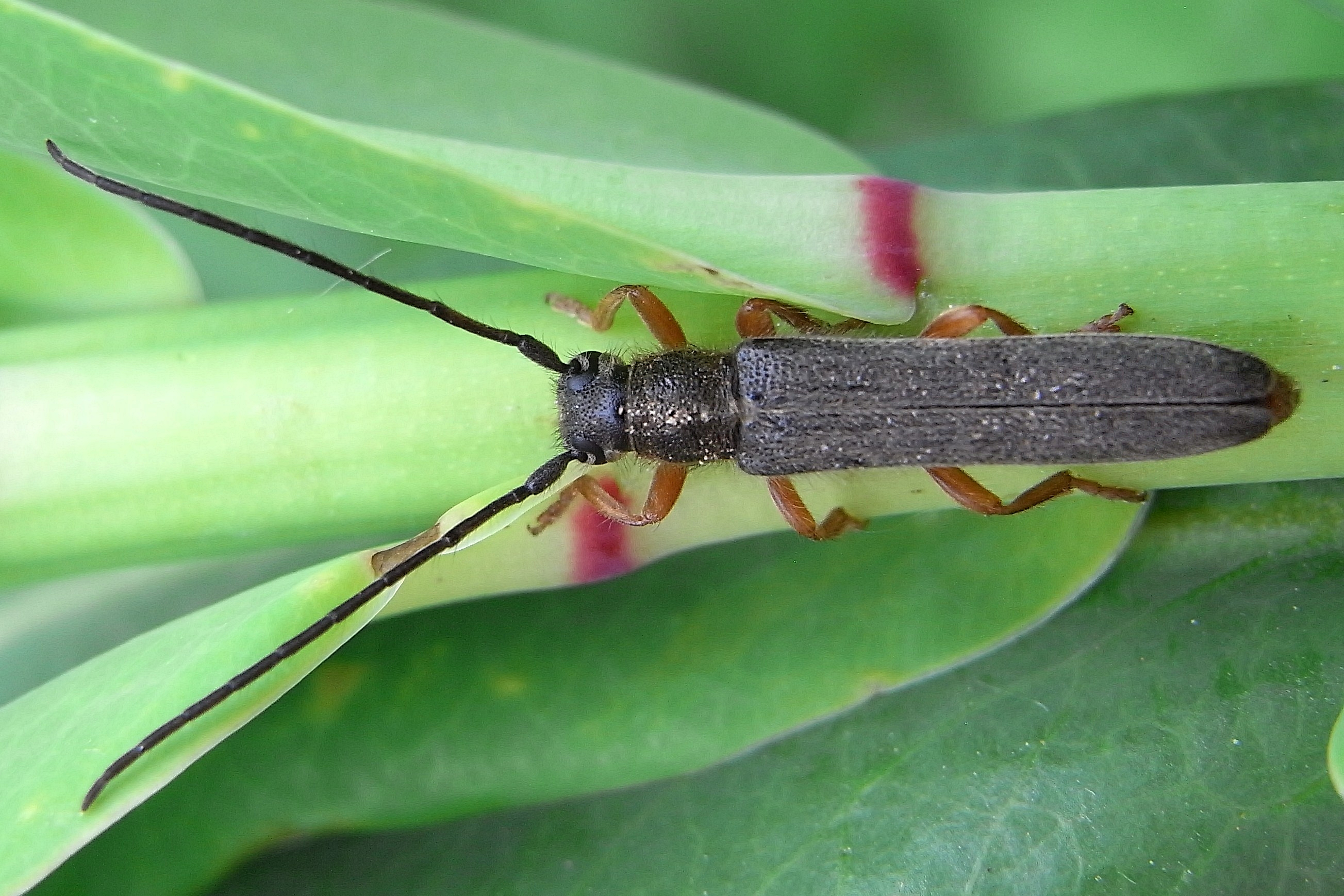